# Đạt Hiếu
Đạt Hiếu là một phường thuộc thị xã Buôn Hồ, tỉnh Đắk Lắk, Việt Nam.

## Địa lý
Phường Đạt Hiếu nằm ở phía bắc thị xã Buôn Hồ, có vị trí địa lý:
- Phía nam giáp các phường An Bình và An Lạc
- Các phía còn lại giáp huyện Krông Búk.

Phường Đạt Hiếu có diện tích 10,48 km², dân số năm 2008 là 7.109 người, mật độ dân số đạt 678 người/km².

## Lịch sử
Địa bàn phường Đạt Hiếu trước đây là một phần xã Pơng Drang thuộc huyện Krông Búk.
Ngày 16 tháng 5 năm 2006, Chính phủ ban hành Nghị định 47/2006/NĐ-CP. Theo đó, thành lập xã Ea Đê trên cơ sở điều chỉnh 2.970 ha diện tích tự nhiên và 10.025 người của xã Pơng Drang.
Ngày 23 tháng 12 năm 2008, Chính phủ ban hành Nghị định số 07/NĐ-CP về việc thành lập phường Đạt Hiếu thuộc thị xã Buôn Hồ trên cơ sở điều chỉnh 1.048 ha diện tích tự nhiên và 7.109 người của xã Ea Đê.